# Заполье (Гатчинский район)
Заполье (фин. Saappuli) — деревня в Гатчинском муниципальном округе Ленинградской области.

## История
Впервые упоминается в Писцовой книге Водской пятины 1500 года как деревня Заполье в Егорьевском Вздылицком погосте Копорского уезда.
Затем как пустошь Sapolia Ödhe во Вздылицком погосте в шведских «Писцовых книгах Ижорской земли» 1618—1623 годов.
Деревня Саполи (Заполье) обозначена на «Географическом чертеже Ижорской земли» Адриана Шонбека 1705 года.
Деревня Заполье из 12 дворов упоминается на «Топографической карте окрестностей Санкт-Петербурга» Ф. Ф. Шуберта 1831 года.
Согласно 8-й ревизии 1833 года деревня Заполье принадлежала жене коллежского советника Е. В. Мейеровой.

ЗАПОЛЬЕ — деревня принадлежит коллежскому советнику Мейеру, число жителей по ревизии: 21 м. п., 21 ж. п. (1838 год)

На этнографической карте Санкт-Петербургской губернии П. И. Кёппена 1849 года она обозначена как деревня «Sapolia», расположенная в ареале расселения савакотов. В пояснительном тексте к этнографической карте она записана как деревня Saappuli, Sapolja (Заполье) и указано количество её жителей на 1848 год: савакоты — 9 м. п., 8 ж. п., ижоры — 9 м. п., 8 ж. п.; всего 34 человека. Ижоры относились к православному Дылицкому Владимирскому приходу, савакоты — к лютеранскому приходу Спанккова.

ЗАПОЛЬЕ — деревня статского советника Куторги, по просёлочной дороге, число дворов — 7, число душ — 12 м. п. (1856 год)

Согласно «Топографической карте частей Санкт-Петербургской и Выборгской губерний» в 1860 году деревня Заполье насчитывала 7 крестьянских дворов.

ЗАПОЛЬЕ — деревня владельческая при колодцах, число дворов — 6, число жителей: 13 м. п., 17 ж. п. (1862 год)

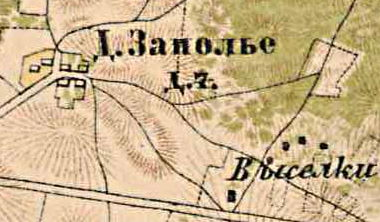
План деревни Заполье. 1885 год

В 1885 году деревня насчитывала 7 дворов.
В конце XIX века деревня административно относилась к Губаницкой волости 1-го стана Петергофского уезда Санкт-Петербургской губернии, в начале XX века — 2-го стана. Население деревни было смешанным — финско-русским.
К 1913 году количество дворов увеличилось до 8.
Согласно данным переписи населения СССР 1926 года в деревне Заполье Смольковского сельсовета Венгисаровской волости Троцкого уезда проживал 51 человек — русские и финны.

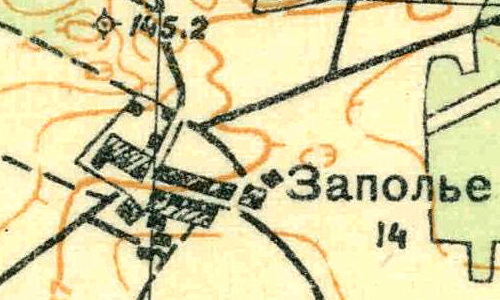
План деревни Заполье. 1931 год

Согласно топографической карте 1931 года деревня насчитывала 14 дворов.
По административным данным 1933 года деревня Заполье входила в состав Смольковского сельсовета Волосовского района.
По данным 1966, 1973 и 1990 годов деревня Заполье входила в состав Елизаветинского сельсовета.
В 1997 году в деревне проживали 2 человека, в 2002 году — 5 человек (все русские), в 2007 году — постоянного населения не было.

## География
Деревня расположена в северо-западной части района к северу от автодороги 41А-002 (Гатчина — Ополье).
Расстояние до административного центра поселения, посёлка Елизаветино — 4 км.
Расстояние до ближайшей железнодорожной станции Елизаветино — 3 км.

## Демография
| 1862 | 2007 | 2010 | 2017 |
| ---- | ---- | ---- | ---- |
| 30   | ↘0   | ↗19  | ↘3   |

### Национальный состав
Согласно данным Всероссийской переписи населения 2021 года в деревне проживали 34 человека, все русские.

## Улицы
Сельская.